# جاين تشانغ
جاين تشانغ (بالصينية: 张靓颖) (و. 1984  م) هي مغنية مؤلفة صينية، ولدت في تشنغدو، تستخدم آلات هارمونيكا.

## التعليم
تعلمت في جامعة سيتشوان.

## وصلات خارجية
- جاين تشانغ على موقع IMDb (الإنجليزية)
- جاين تشانغ على موقع ميوزك برينز (الإنجليزية)
- جاين تشانغ في قاعدة بيانات الأفلام على الإنترنت